# 内側翼突筋神経
内側翼突筋神経（ないそくよくとつきんしんけい）は三叉神経第三枝である下顎神経の枝。内側翼突筋、口蓋帆張筋、鼓膜張筋に分布する。

## 構造
内側翼突筋神経は下顎神経の細い枝で、筋肉の深面に入る。耳神経節に一つか二つの繊維を出す。

## 枝
さらに、口蓋帆張筋は内側翼突筋神経の枝である口蓋帆張筋神経に支配される。軟口蓋の他の骨格筋は、咽頭神経叢支配である。